# Dermestes dimidiatus
Dermestes dimidiatus es una especie de escarabajo de piel del género Dermestes, tribu Dermestini, subfamilia Dermestinae. Fue descrita por Steven in Schönherr en 1808.

## Descripción
Mide 7,5-10,5 mm de longitud.

## Distribución y hábitat
Se distribuye por Moldavia, Cáucaso, el norte de China, Kazajistán, Mongolia y Rusia (Siberia y el Tíbet). También se ha reportado en Italia y Liberia.